# Neusitz (Uhlstädt-Kirchhasel)
Neusitz ist ein Ortsteil der Gemeinde Uhlstädt-Kirchhasel im Landkreis Saalfeld-Rudolstadt in Thüringen.

## Geografie und Geologie
Neusitz ist der östlichste Ort des Kochberger Hochplateaus. Er liegt 300 m über NN auf Buntsandstein und mit Muschelkalk überlagert. Daher sind die Böden grundwasserferne Standorte. Von Kirchhasel erreicht man die Ansiedlung im oberen Hirschgrund auf der Kreisstraße 18 mit Anbindung an die Landesstraße 2391 zur Bundesstraße 85.

## Geschichte
Neusitz wurde am 17. Februar 1140 urkundlich als Nuwesecen ersterwähnt. Der Weiler war einst Vorwerk des Gutes in Großkochberg.
1949 wurde im Ort eine Schule des Landkreises Rudolstadt gebaut, die heute unter Denkmalschutz steht.
Am 1. Juli 1950 wurde die bis dahin eigenständige Gemeinde Kuhfraß eingegliedert.
1976 entstand am östlichen Ortsrand eine Milchviehanlage für 2000 Rinder.

## Sehenswürdigkeiten
- Dorfkirche Neusitz